# ماکسیمیلیان گرابنر
ماکسیمیلیان گرابنر (به آلمانی: Maximilian Grabner) (زاده ۲ اکتبر ۱۹۰۵ – درگذشته ۲۸ ژانویه ۱۹۴۸) یک افسر آلمانی در دوره رایش سوم و فرمانده گشتاپو در اردوگاه مرگ آشویتس بود.

## اوایل زندگی
وی در وین زاده شد. در ۱۹۳۰ به نیروی پلیس وین و در ۱۹۳۳ به حزب نازی در اتریش پیوست که بعدها غیرقانونی اعلام شد. پس از آنشلوس (اشغال اتریش توسط آلمان نازی) در سال ۱۹۳۸ به عضویت اس‌اس و گشتاپو درآمد. در کمتر از یک سال پس از آغاز جنگ جهانی دوم به اردوگاه مرگ آشویتس رفت و رئیس گشتاپوی آن‌جا شد.

## آشویتس
وی در مقام رئیس گشتاپو در آشویتس مسئول سرکوب و خاموش کردن جنبش‌های مقاومت در اردوگاه و هم‌چنین از بین بردن هر گونه راه فرار و ارتباط زندانیان با دنیای خارج بود. به همین دلیل بلوک ۱۱ که از بدنام‌ترین مکان‌ها در آشویتس محسوب می‌شد، تحت کنترل کامل او بود. اعضای دفتر گرابنر در این مکان قربانیان را شکنجه سیستماتیک می‌دادند.

## دستگیری‌ها
وی در ۱۹۴۳ به جرم دزدی، اختلاس و فساد دستگیر و یک سال بعد در وایمار به دادگاه رفت. اما آزاد شد و به کاتوویتس رفت. وی در ۱۹۴۵ توسط نیروهای متفقین دستگیر و در ۱۹۴۷ به لهستان فرستاده شد. در دادگاه آشویتس محاکمه و به جرم قتل و جنایت علیه بشریت به مرگ محکوم شد. وی در نهایت در ۲۸ ژانویه ۱۹۴۸ به دار آویخته شد.